# Marijntje Gerling

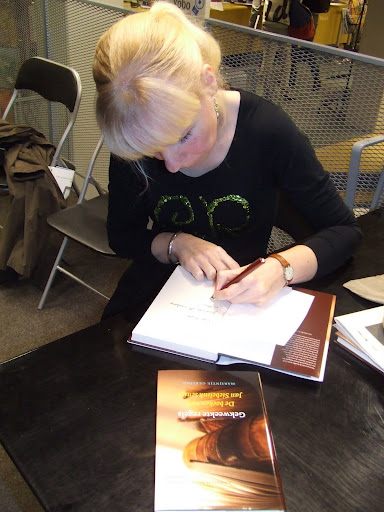
presentatie Gekweekte regels

Geertruida Marijne Anna (Marijntje) Gerling (Boskoop, 26 februari 1975) is een Nederlandse neerlandica, auteur en literatuurrecensente.
In 2012 publiceerde Gerling Gekweekte regels. De boeken van Jan Siebelink senior, een studie over de wijze waarop schrijver Siebelink gebruikmaakte van religieuze literatuur in zijn boek Knielen op een bed violen (2005).
Gerling is in 2018 aan de Radboud Universiteit Nijmegen (Faculteit der Letteren) gepromoveerd op haar proefschrift ‘Zo maakten zij, dat men het verstond in het lezen.' Een intertekstueel onderzoek naar de Bijbel in Nederlandse en Vlaamse romans tussen 2000-2010.
In het tijdschrift Nederlandse Letterkunde publiceerde Gerling in 2007 met prof. dr. Ben Peperkamp het artikel Siegfried en Das Heilige, over de representatie van godsdienstwetenschappelijke kennis in een roman van Harry Mulisch’. Daarnaast heeft zij, lid van de International Society for Religion, Literature and Culture (ISRLC), gastcolleges gegeven aan de Vrije Universiteit Amsterdam en is sinds 2008 literatuurcritica voor diverse media.
Juli 2022 liet Gerling samen met haar broer Koen Gerling, die journalist is en theoloog/religiewetenschapper, de thematische biografie Antoine Bodar. Zijn leven en werk. Sprong die overgave heet verschijnen. Hierin wordt het denken en de carrière van priester/kunsthistoricus Antoine Bodar uitgebreid beschreven en becommentarieerd.
- Digitale Bibliotheek voor de Nederlandse Letteren: gerl026
- Gemeinsame Normdatei: 1027540732
- International Standard Name Identifier: 0000 0003 9428 9572
- Library of Congress Control Number: n2014059062
- Nederlandse Thesaurus van Auteursnamen: 303834102
- Virtual International Authority File: 288822362
- WorldCat: E39PCjDfJvFQyc3CmDBdrWBdPP